# Johnny Cecotto
Johnny Cecotto, původním jménem Alberto Cecotto (* 25. ledna 1956 Caracas) je bývalý venezuelský motocyklový a automobilový závodník.
Pochází z rodiny italských přistěhovalců. Už v sedmnácti letech se stal mistrem Venezuely v závodě silničních motocyklů. Startoval na závodě Daytona 200, kde v roce 1975 skončil třetí, i když startoval až z poslední řady, a v roce 1976 vyhrál. Od roku 1975 startoval na mistrovství světa silničních motocyklů, hned v prvním ročníku vyhrál kubaturu do 350 cm³ a stal se nejmladším mistrem světa v historii. O rok později byl ve stejné kategorii na druhém místě. V roce 1978 vyhrál mistrovství světa Formula 750. Po řadě zranění ukončil v roce 1980 kariéru motocyklového závodníka, v níž vyhrál čtrnáct závodů Grand Prix.
Od roku 1980 startoval v závodech Formule 2 za tým Minardi, v sezóně 1982 vyhrál v týmu March Engineering tři závody a skončil na druhém místě celkového pořadí. V letech 1983 až 1984 jezdil šampionát Formule 1 ve stájích Theodore Racing a Toleman, jediný bod získal na Grand Prix USA Západ 1983. Po odchodu z Formule 1 přešel na závody cestovních vozů: v roce 1985 skončil spolu s Robertem Ravagliou druhý v závodě Bathurst 1000 v Austrálii, v roce 1986 vyhrál závod Guia Race v Macau, v roce 1989 vyhrál Italian Superturismo Championship, v roce 1990 obsadil celkové druhé místo v sérii Deutsche Tourenwagen Meisterschaft a dvakrát se zúčastnil závodu 24 hodin Le Mans: v roce 1996 byl v týmu s Nelsonem Piquetem a Dannym Sullivanem osmý, v roce 1998 do cíle nedorazil.
Jeho syn Johnny Cecotto Jr. je rovněž automobilovým závodníkem, startuje v GP2 Series.